# Storumans försvarsområde
Storumans försvarsområde (Fo 62) var ett försvarsområde inom svenska armén som verkade i olika former åren 1942–1966. Försvarsområdesstaben var förlagd i Umeå garnison i Umeå.

## Historia
Storumans försvarsområde bildades den 1 oktober 1942 och var direkt underställd militärbefälhavaren för VI. militärområdet. Staben vid försvarsområdet delades och var gemensam med Umeå försvarsområde. Den 30 september 1966 upplöstes försvarsområdet och uppgick den 1 oktober 1966 i Umeå försvarsområde.

## Förläggningar och övningsplatser
När försvarsområdet bildades samlokaliserades dess stab med staben för Umeå försvarsområde på Västra Esplanaden 11. Från 1943 Nygatan 47. Från den 2 juli 1951 var staben lokaliserad till Skolgatan 57. Från 1961 fram till att staben avvecklades var den förlagd till Västra Esplanaden 23.

## Förbandschefer
Förbandschefen titulerades försvarsområdesbefälhavare och var tillika chef för Umeå försvarsområde.

- 1942–1949: Överstelöjtnant Axel Fritiof Fredlund
- 1949–1956: Överste Yngve Hallgren
- 1956–1968: Överste Hakon Julius Leche

## Namn, beteckning och förläggningsort
| Storumans försvarsområde | 1942-10-01 | – | 1966-09-30 |

| Fo 62 | 1942-10-01 | – | 1966-09-30 |

| Umeå garnison (F) | 1942-10-01 | – | 1966-09-30 |